# Myrmecia tarsata
Myrmecia tarsata är en myrart som beskrevs av Smith 1858. Myrmecia tarsata ingår i släktet bulldoggsmyror, och familjen myror. Inga underarter finns listade i Catalogue of Life.

## Bildgalleri

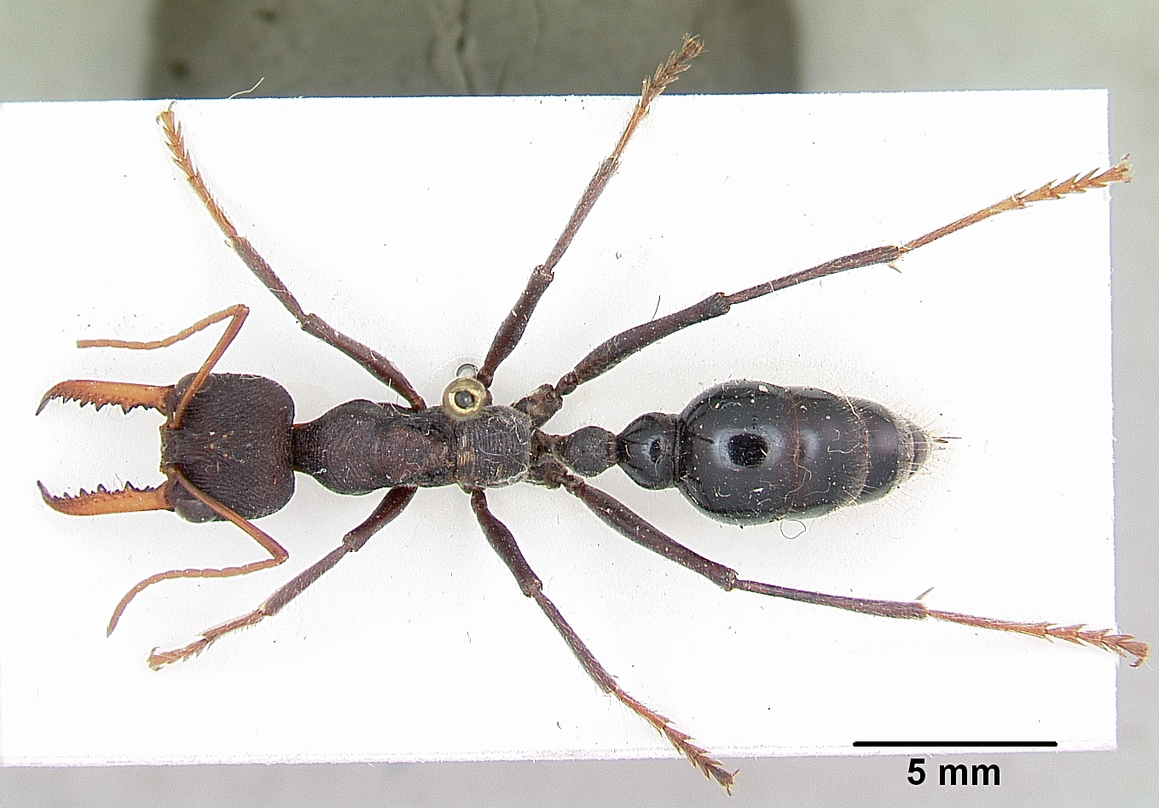
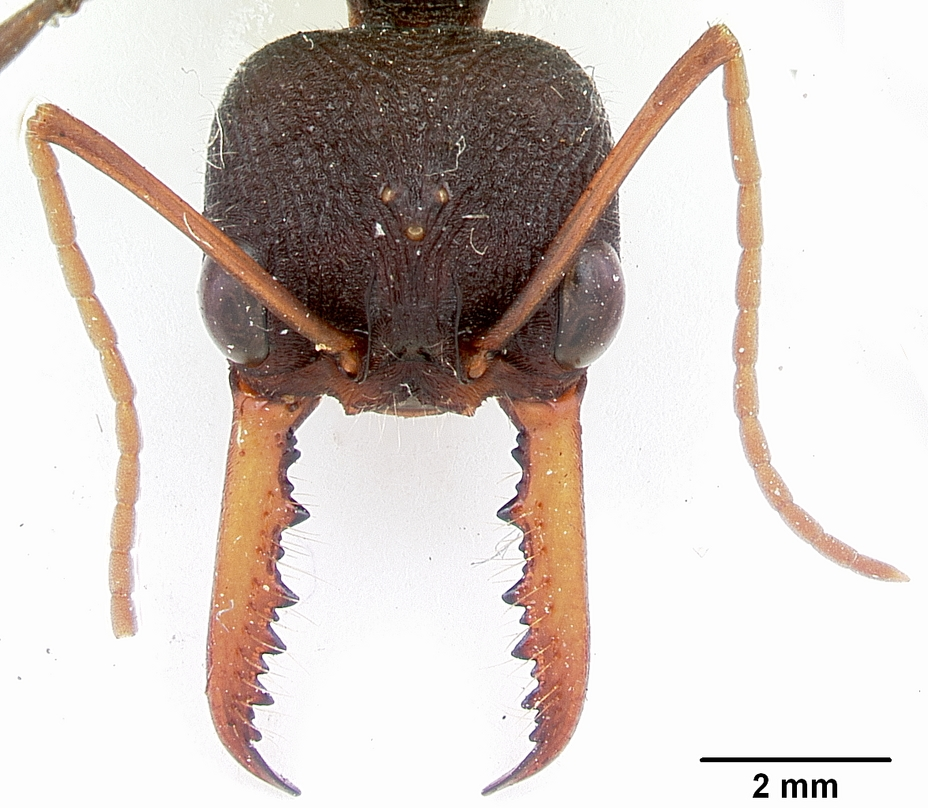
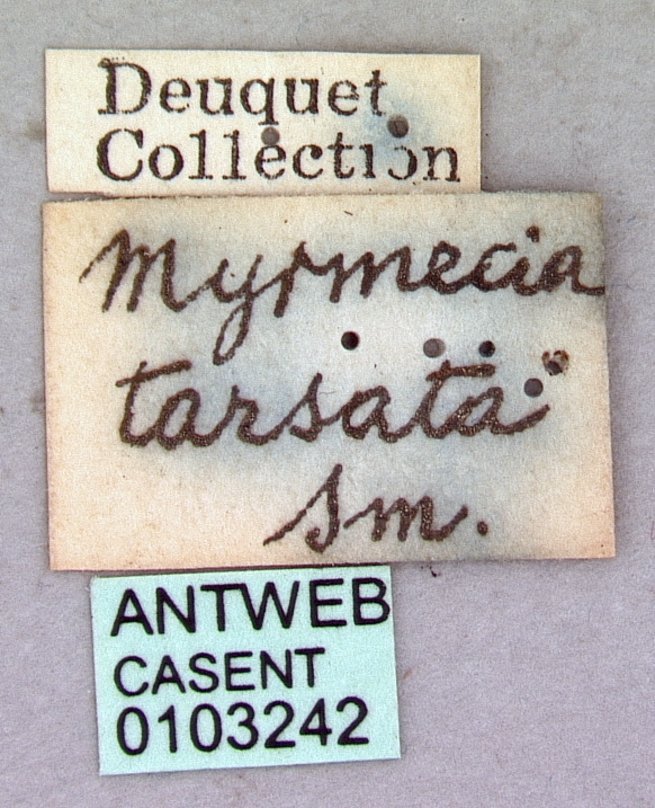
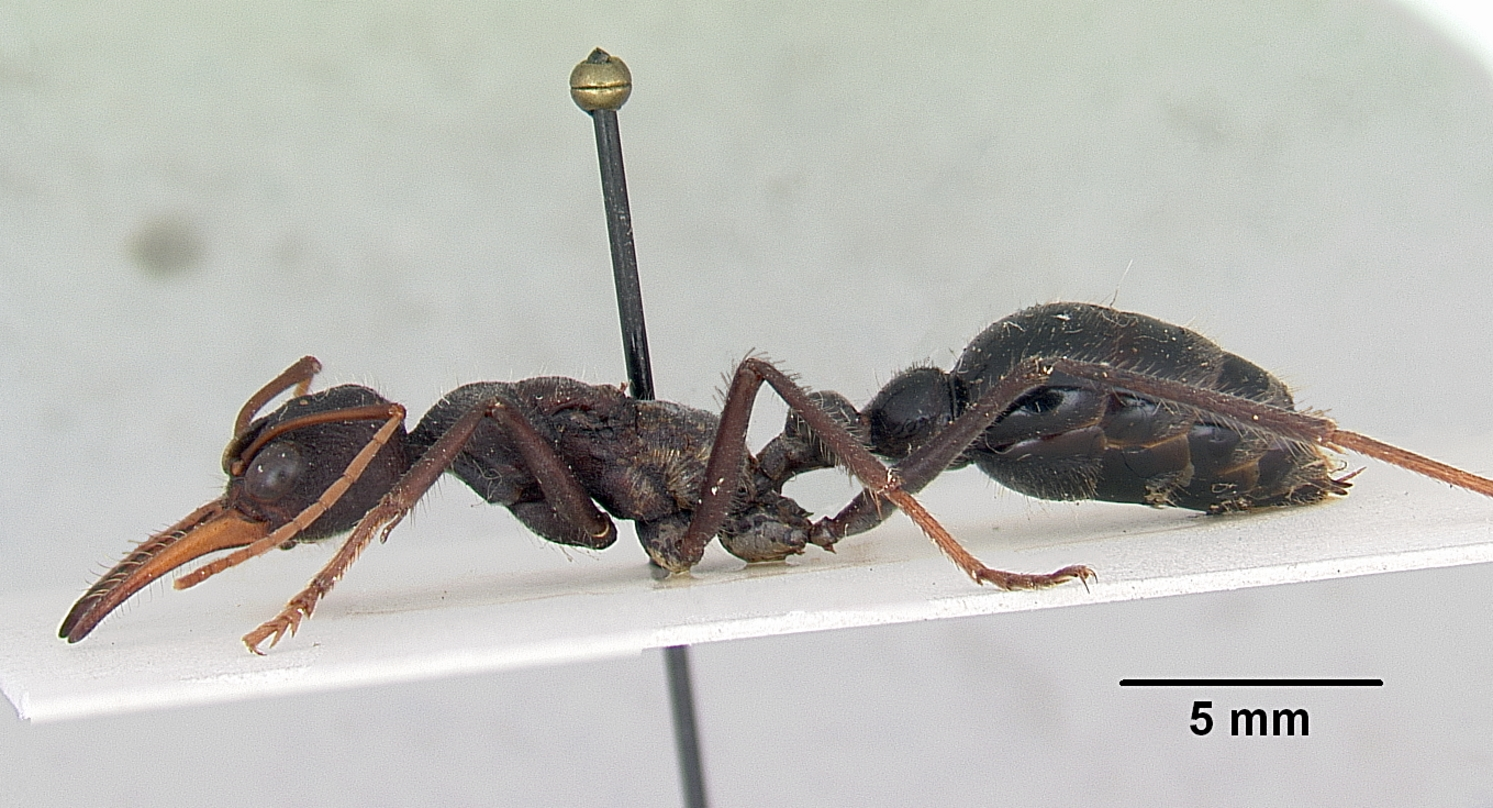